# Allomyia picoides
Allomyia picoides là một loài Trichoptera trong họ Apataniidae. Chúng phân bố ở miền Tân bắc.